# ماری کالم
ماری کالم (انگلیسی: Marie Calm; ۳ آوریل ۱۸۳۲ – ۲۲ فوریهٔ ۱۸۸۷) نویسنده، و سافرجت اهل آلمان بود. در سال ۱۸۵۳ او بعنوان معلم در انگلستان پذیرفته شد.